# Vama, Satu Mare
Vama là một xã thuộc hạt Satu Mare, România. Dân số thời điểm năm 2002 là 3665 người.